# Monestir de Ferapóntov
El Monestir de Ferapóntov (en rus ciríl·lic: Ферапонтов монастырь), a la (regió) óblast de Vologda, es considera com un dels més bells exemples de l'art i de l'arquitectura medieval russa, raó per la qual està en la llista del Patrimoni de la Humanitat de la UNESCO des del 2000.